# Kearney County
Kearney County ist ein County im Bundesstaat Nebraska der Vereinigten Staaten. Der Verwaltungssitz (County Seat) ist Minden, das nach deutschen Einwanderern aus Minden benannt wurde.

## Geographie
Das County liegt im Süden von Nebraska, ist etwa 40 km von dem Bundesstaat Kansas entfernt und hat eine Fläche von 1337 Quadratkilometern ohne nennenswerte Wasserfläche. Es grenzt im Uhrzeigersinn an folgende Countys: Buffalo County, Adams County, Webster County, Franklin County, Harlan County und Phelps County.

## Geschichte
Kearney County wurde 1860 gebildet. Benannt wurde es nach dem Fort Kearny, das wiederum nach dem Brigadegeneral Stephen W. Kearny benannt wurde.
Acht Bauwerke und Stätten des Countys sind im National Register of Historic Places eingetragen (Stand 11. Februar 2018).

## Demografische Daten

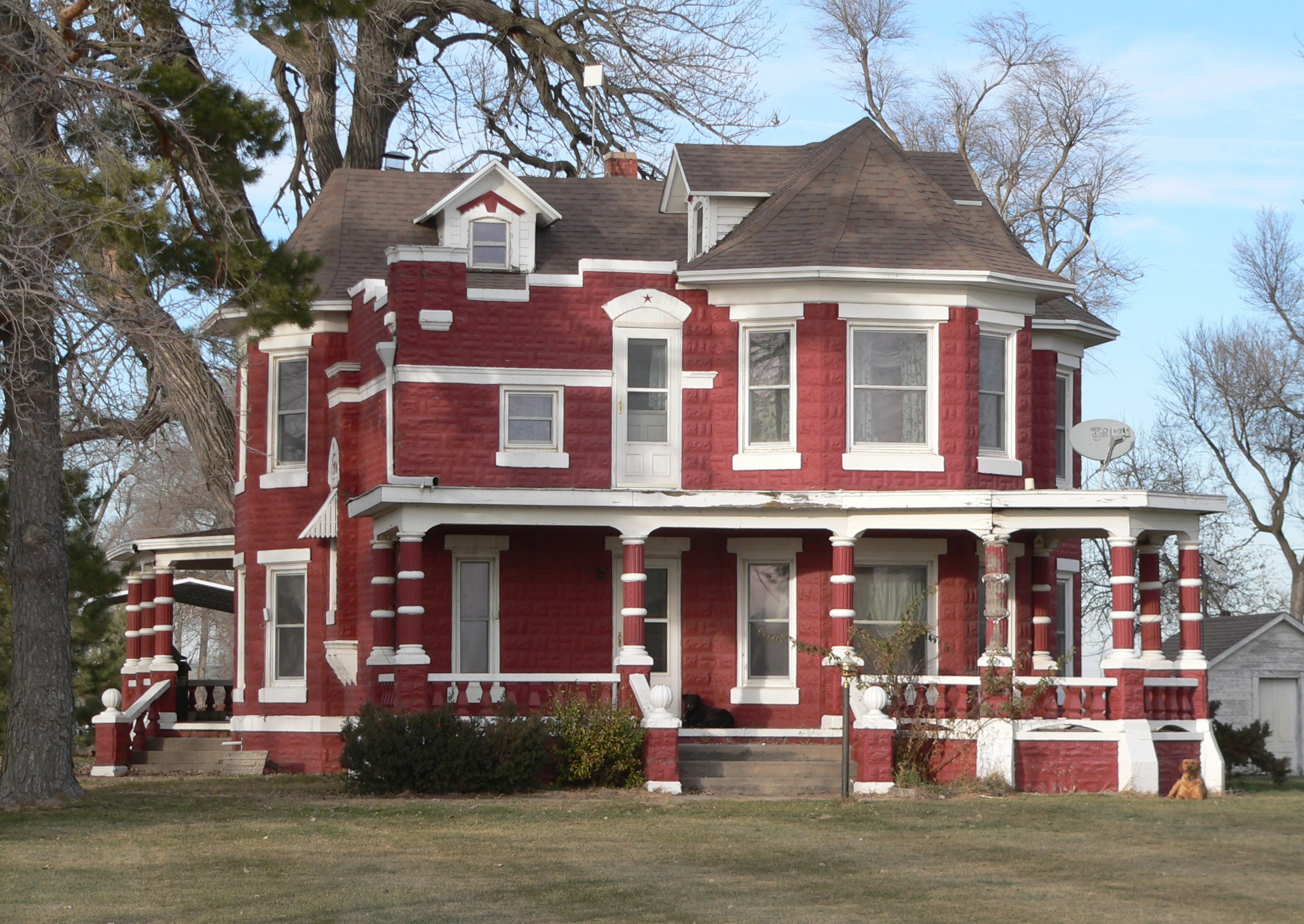
Eddie Eugene and Harriet Cotton Carpenter Farmstead, gelistet im NRHP

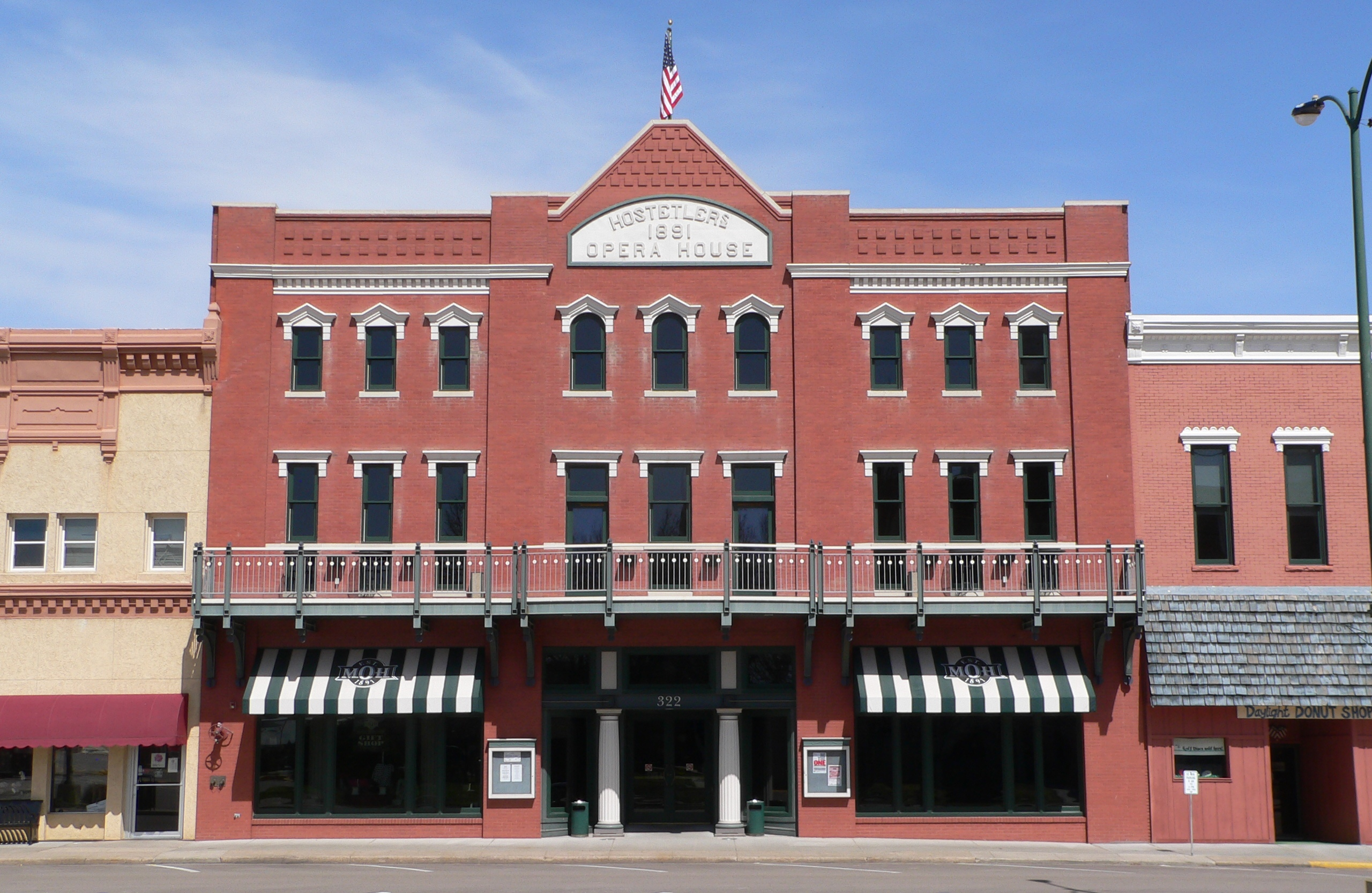
W. T. Thorne Building, gelistet im NRHP

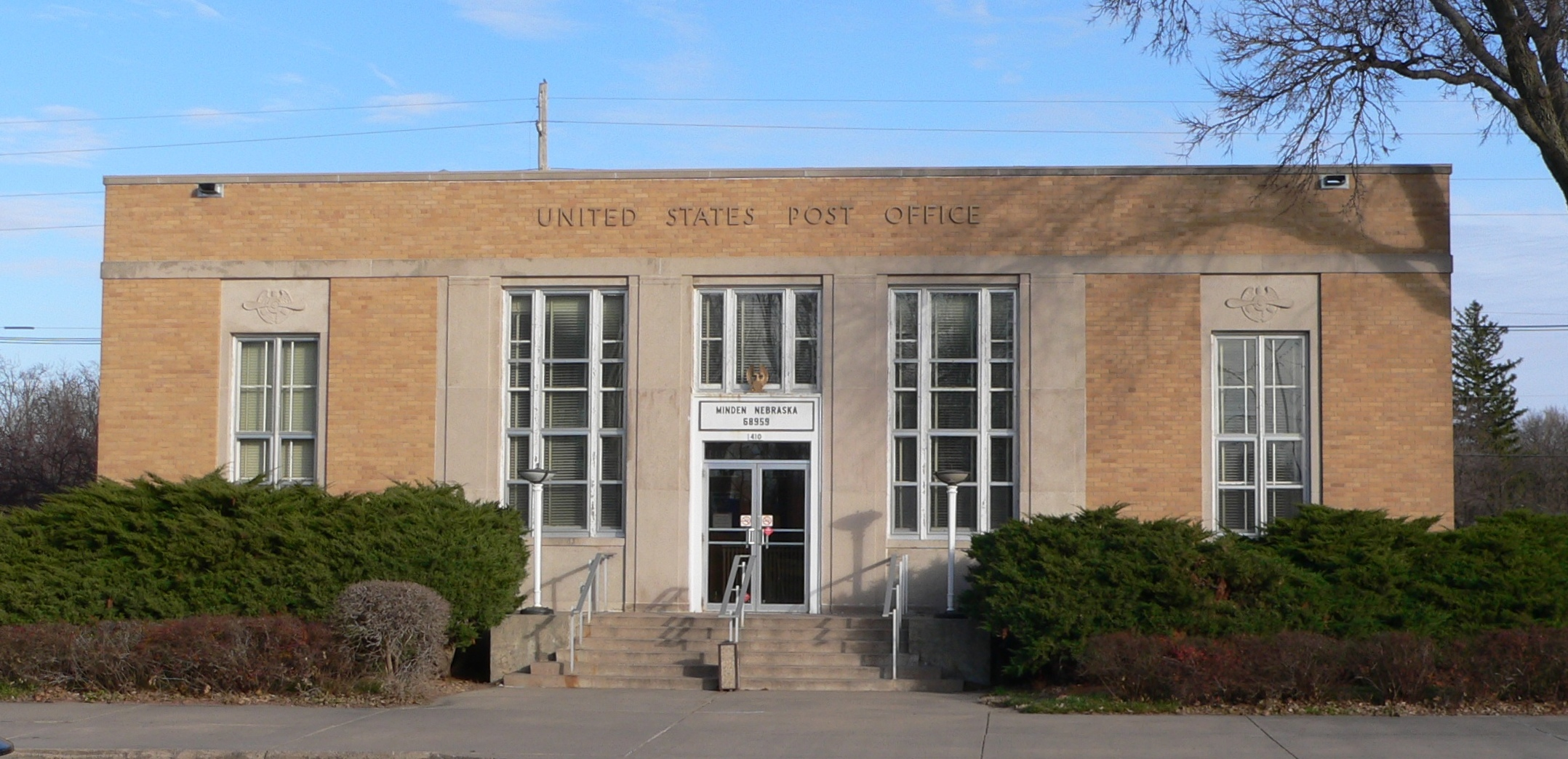
US Post Office-Minden, gelistet im NRHP

Nach der Volkszählung im Jahr 2000 lebten im Kearney County 6882 Menschen in 2643 Haushalten und 1902 Familien. Die Bevölkerungsdichte betrug 5 Einwohner pro Quadratkilometer. Ethnisch betrachtet setzte sich die Bevölkerung zusammen aus 97,82 Prozent Weißen, 0,16 Prozent Afroamerikanern, 0,20 Prozent amerikanischen Ureinwohnern, 0,23 Prozent Asiaten, 0,01 Prozent Bewohnern aus dem pazifischen Inselraum und 0,99 Prozent aus anderen ethnischen Gruppen; 0,58 Prozent stammten von zwei oder mehr Ethnien ab. 2,34 Prozent der Bevölkerung waren spanischer oder lateinamerikanischer Abstammung.
Von den 2643 Haushalten hatten 34,4 Prozent Kinder und Jugendliche unter 18 Jahre, die bei ihnen lebten. 62,9 Prozent waren verheiratete, zusammenlebende Paare, 6,4 Prozent waren allein erziehende Mütter, 28,0 Prozent waren keine Familien, 24,3 Prozent waren Singlehaushalte und in 10,9 Prozent lebten Menschen im Alter von 65 Jahren oder darüber. Die Durchschnittshaushaltsgröße betrug 2,50 und die durchschnittliche Familiengröße lag bei 2,98 Personen.
Auf das gesamte County bezogen setzte sich die Bevölkerung zusammen aus 26,8 Prozent Einwohnern unter 18 Jahren, 6,4 Prozent zwischen 18 und 24 Jahren, 27,5 Prozent zwischen 25 und 44 Jahren, 22,7 Prozent zwischen 45 und 64 Jahren und 16,7 Prozent waren 65 Jahre alt oder darüber. Das Durchschnittsalter betrug 39 Jahre. Auf 100 weibliche Personen kamen 98,4 männliche Personen. Auf 100 Frauen im Alter von 18 Jahren oder darüber kamen statistisch 94,6 Männer.
Das jährliche Durchschnittseinkommen eines Haushalts betrug 39.247 USD, das Durchschnittseinkommen der Familien betrug 44.877 USD. Männer hatten ein Durchschnittseinkommen von 29.987 USD, Frauen 20.081 USD. Das Prokopfeinkommen betrug 18.118 USD. 5,5 Prozent der Familien und 8,5 Prozent der Bevölkerung lebten unterhalb der Armutsgrenze. Davon waren 10,0 Prozent Kinder oder Jugendliche unter 18 Jahre und 6,8 Prozent waren Menschen über 65 Jahre.

## Orte im County
- Axtell
- Heartwell
- Keene
- Koller
- Lowell
- Minden
- Newark
- Norman
- Wilcox

Townships
- Blaine Township
- Cosmo Township
- Eaton Township
- Grant Township
- Hayes Township
- Liberty Township
- Lincoln Township
- Logan Township
- Lowell Township
- May Township
- Mirage Township
- Newark Township
- Oneida Township
- Sherman Township